# Mayrornis schistaceus
Mayrornis schistaceus là một loài chim trong họ Monarchidae.